# لويس أنطوان دي سانت جاست
لويس أنطوان دي سانت جاست (25 أغسطس 1767- 28 يوليو 1794)، زعيم نادي اليعاقبة خلال الثورة الفرنسية. كان صديقًا مقربًا لماكسميليان روبسبيار وأكثر حلفائه ثقة خلال فترة حكم نادي اليعاقبة (1793- 1794) في الجمهورية الفرنسية الأولى. عمل سانت جاست بصفته مشرعًا ومفوضًا عسكريًا وتمكن من تحقيق سمعة دائمة باعتباره وجهًا معروفًا في عهد الإرهاب. سلم بشكل علني تقارير الإدانة الصادرة عن روبسبيار ولجنة السلامة العامة ودافع عن استخدام العنف ضد معارضي الحكومة. أشرف على اعتقال بعض من أشهر الشخصيات في الثورة، وأعدم العديد منهم بالمقصلة. سمي في وقت لاحق «بملاك الموت» بسبب قساوته التي لا تتزعزع.
استحوذت الثورة منذ نشأتها في عام 1789 على سانت جاست الشاب، الذي لطالما تطلع للقيام بدور قيادي. أصبح مقدمًا في وحدة الحرس الوطني المحلية في أغسطس من عام 1792، بعد فترة قصيرة من بلوغه سنه الخامس والعشرين وهو الحد الأدنى للسن القانوني، وفاز في انتخابات المؤتمر الوطني في باريس بصفته نائبًا. ندد سانت جاست بجرأة بالملك لويس السادس عشر من على منصة للمتحدثين، على الرغم من افتقاره لسجل من الأعمال أو لتأثير قوي آنذاك، وقاد حركة ناجحة لإعدام الملك. جلبت له جرأته هذه تقديرًا سياسيًا ومصلحة دائمة مع روبسبيار، إذ انضم له سانت جاست في لجنة السلامة العامة ليعمل بعد ذلك بصفته رئيسيًا للاتفاقية. كان خلال هذه المسيرة صائغ القوانين الرئيسي لتشريع نادي اليعاقبة الراديكالي مثل مراسيم فنتوز ودستور عام 1793.
أُرسل في حروب الثورة الفرنسية خلال المرحلة الصعبة من بداية الجيش ليكون مشرفًا عليه، ففرض انضباطًا شديدًا، وحرص في الوقت نفسه على أن تكون قوات الجيش محمية بموجب النظام الجديد المناهض للأرستقراطية الذي وعدت به الثورة. نسب إليه الكثيرون الفضل في إحياء الجيش على جبهات القتال، وأدى هذا النجاح الذي حققه بصفته ممثلًا للمهمة إلى زيارتين أخريين إلى الجبهة، بما في ذلك مشاركته في المعركة الكبرى في فلورس.
كرس سانت جاست نفسه للعمل كمدافع سياسي عن روبيسبيار أكثر الوقت، على الرغم من جميع أعماله التشريعية والعسكرية، وأدان علنًا أعداء حكومة اليعاقبة واعتبرهم متآمرين ومجرمين وخونة وكان عديم الرحمة في تطبيقه للعنف. أعد حكم الإعدام على النائب المعتدل جاك بيير بريسوت وزملائه من الجيروندييين وللدهماوي جاك رينيه ايبير ومؤيديه المتطرفين ولزميله السابق جورج دانتون وغيره ممن انتقدوا اليعاقبة على إرهابهم.
وجد معارضوه في نهاية الأمر موطئ قدم لهم مع ارتفاع أعداد القتلى، وقُبض على سانت جاست وروبسبيار في الانقلاب الدموي الذي حصل في 9 تيرميدور (27 يوليو من عام 1794) وأعدما في اليوم التالي مع العديد من حلفائهما، وتعتبر حادثة مقتلهما في المقصلة الفرنسية نهاية لعهد الإرهاب وبداية مرحلة جديدة هي رد فعل ترميدورين.

## النشأة
ولد لويس أنطوان دي سانت جاست ديسيز في مقاطعة نيفرنايز السابقة في وسط فرنسا. كان الطفل الأكبر لوالده لويس جان سانت جاست دو ريتشيبورغ (1777- 1716)، وهو ضابط متقاعد من سلاح الفرسان الفرنسي (وفارس وسام سانت لويس). والدته ماري آن روبينوت (1736- 1811) وهي ابنة كاتب عدل. كانت لدى لويس شقيقتان صغيرتان وُلدتا في عامي 1768 و1769. انتقلت العائلة في وقت لاحق إلى الشمال واستقرت في عام 1776 في قرية بليرنكورت من مقاطعة بيكاردي السابقة. نشأت أسرته في الريف باعتبارها أسرة نبيلة تعتمد على إيجارات أراضيها من أجل العيش. توفي والد سانت جاست بعد مرور عام على انتقالهم تاركًا والدته مع أطفالها الثلاثة. عملت الأم بجد وادخرت المال بهدف تعليم ابنها الوحيد، وأرسلته في عام 1779 إلى مدرسة للخطابة في سواسون. نظر معلموه إليه باعتباره طالبًا مثيرًا للمشاكل والمتاعب واكتسب سمعة سيئة بسبب قيادته تمردًا للطلاب ومحاولته إحراق المدرسة، وعلى الرغم من ذلك، تخرج في عام 1786.
لم تهدأ طبيعة سانت جاست الوحشية، بل اتسم بكونه شابًا «جامحًا ووسيمًا وعدائيًا» كان يمتلك علاقات وصلات جيدة وشعبية واسعة. أظهر عاطفة خاصة تجاه شابة من بليرنكورت تُدعى تيريز جيلي، وهي ابنة كاتب عدل ثري ذي شخصية استبدادية ونافذة في المدينة. يُقال إنه تقدم بطلب الزواج منها عندما كان ما يزال مراهقًا غير مميز، وبأنها كانت ترغب بالموافقة. تشير السجلات الرسمية على الرغم من عدم وجود دليل على أي علاقة بينهما، إلى أن تيريز قد تزوجت من إيمانويل ثورين، وهو سليل عائلة محلية بارزة، في 25 يوليو من عام 1786. كان حينها سانت جاست خارج المدينة ولم يعلم بحدوث الزواج. صورته التقاليد على أنه كان مكسور القلب، وبغض النظر عما مر به فمن المعروف أنه غادر البيت إلى باريس بشكل مفاجئ خلال بضعة أسابيع من زواج تيري، بعد حصوله على زوج من المسدسات وكمية من الفضة كانت قد امتلكتها أمه. انتهى مشروعه هذا عندما قبضت عليه الشرطة وأُرسل إلى الإصلاحية حيث مكث فيها منذ سبتمبر من عام 1786 وحتى مارس من عام 1787. حاول سانت جاست البدء من جديد، فالتحق بكلية الحقوق في جامعة ريمس، لكنه تركها في وقت لاحق وعاد إلى منزل والدته مفلسًا في بليرنكورت دون امتلاكه لأي آفاق مهنية.

## الإرث

### كتاباته الأخرى
واصل سانت جاست طوال حياته السياسية كتابة المقالات والكتب التي تتحدث عن معنى الثورة، لكنه لم يحيَ ليراها تُنشر. جُمعت هذه المسودات والملاحظات ضمن مجموعات مختلفة إلى جانب أورغانت وأرلوكين ديوجين وروح الثورة والخطب العامة والأوامر العسكرية والمراسلات الخاصة.
جُمعت العديد من الاقتراحات التشريعية التي قدمها سانت جاست بعد وفاته بهدف وضع الخطوط العريضة لمجتمع تشريعي وعادل. نُشرت جميعها في مجلد واحد سمي «شظايا بشأن المؤسسات الجمهورية». جاءت المقترحات أكثر راديكالية من دستور عام 1793، وتتوافق مع الكثير من التقاليد العريقة المخيفة لأسبرطة، وفُسرت الكثير منها على أنها تعاليم اشتراكية. كان الموضوع الرئيسي هو المساواة ولخصه سانت جاست في مرحلة ما على النحو التالي: «يجب أن يكون الإنسان مستقلًا... يجب ألا يوجد هنالك غني ولا فقير».

## شخصيته
كان سانت جاست طموحًا وذا عقلية نشطة، ولطالما عمل دون كلل لتحقيق أهدافه: «أما الثوريون فلا راحة لهم إلا في القبر». وصفه المعاصرون مرات عديدة بأنه شخص متعجرف يظن نفسه قائدًا وخطيبًا موهوبًا إضافة إلى اعتقاده بأنه يمتلك شخصية ثورية مناسبة. تتجلى ثقته بنفسه بما يسمى عقدة التفوق، إذ كان قد أوضح «أنه يعتبر نفسه مسؤولًا وأن إرادته كانت بمثابة قانون». كتب كاميل ديسمولين عن سان جاست قائلًا إنه «يحمل رأسه كما لو كان مضيفًا مقدسًا»، فقد أحدث صعود سانت جاست إلى السلطة تغييرًا ملحوظًا في شخصيته. كان سانت جاست شخصًا شغوفًا ومتحررًا في شبابه لكنه سرعان ما أصبح «مستبدًا ودون رحمة»، و«الإيديولوجي البارد كالجليد للنقاء الجمهوري»، و«لا يمكن الوصول إليه.. مثل الحجر بالنسبة لكل المشاعر الدافئة».
يمكن استنتاج مقياس لمدى تغيره من خلال تجربة الحب السابق لتيريز، التي تركت زوجها وأقامت في حي باريسي بالقرب من سان جاست في أواخر عام 1793، إلا أن سانت جاست الذي كان قد بدأ علاقة عاطفية فاترة مع شقيقة زميله ليباس، رفض رؤيتها. بقيت تيريز في ذلك الحي لأكثر من عام ولم تعد إلى بليرنكورت إلا بعد وفاة سان جاست.

## روابط خارجية
- لويس أنطوان دي سانت جاست على موقع الموسوعة البريطانية (الإنجليزية)
- لويس أنطوان دي سانت جاست على موقع ميوزك برينز (الإنجليزية)